# Tanums Hällristningsmuseum

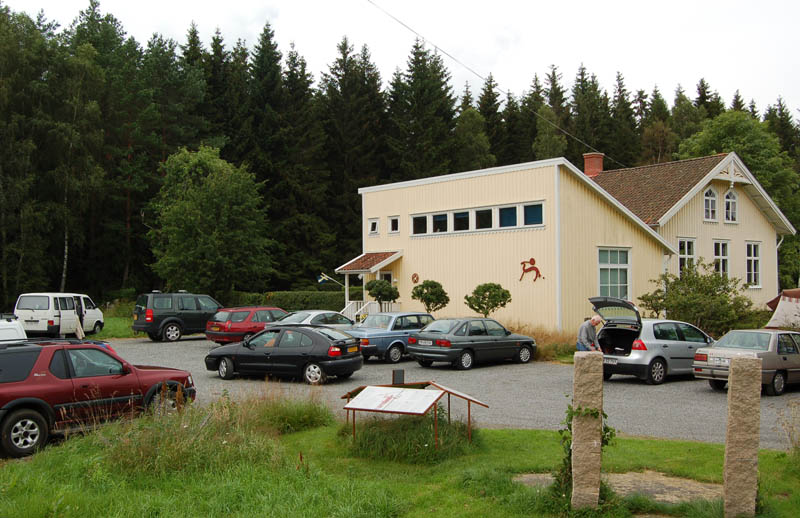
Tanums Hällristningsmuseum

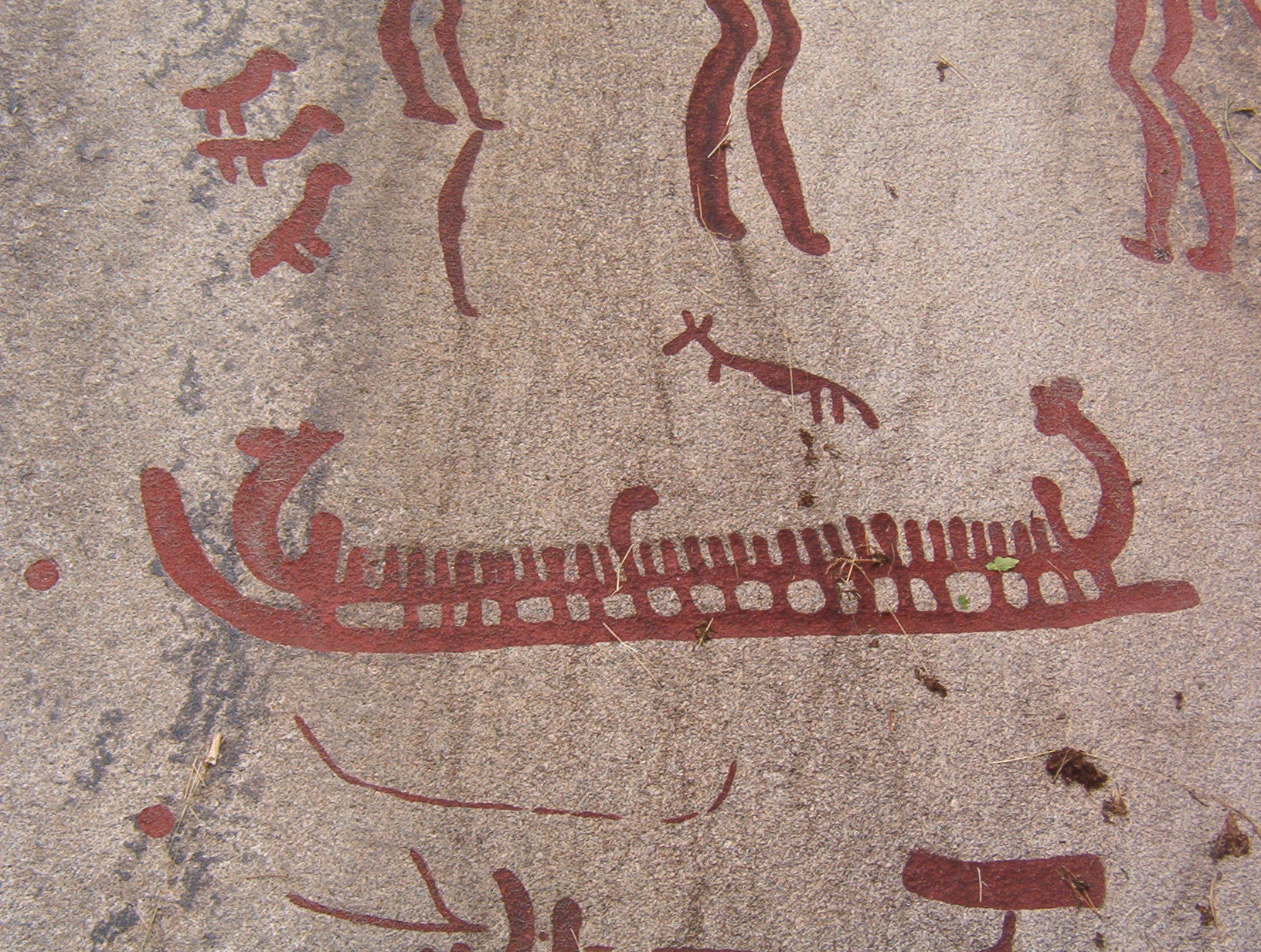
Een deel van de rotstekeningen

Tanums Hällristningsmuseum Underslös is een privémuseum en informatiecentrum over de rotstekeningen van Tanum (Zweden). Het museum registreert en documenteert de rotsgravures en biedt onderdak aan het archief van het Werelderfgoedgebied Tanum. 
Het noordwesten van Västra Götalands län bezit verreweg de meeste rotstekeningen, waarvan de meeste liggen in de gemeente Tanum. De rotsgravures dateren uit de bronstijd en het begin van de ijzertijd.
De tentoonstelling van het museum geeft een introductie in meerdere talen over de prehistorische iconografie. Het museum organiseert ook cursussen en excursies naar bekende en minder bekende rotsen binnen het Werelderfgoedgebied.
Het Tanums Hällristningsmuseum wordt beheerd door de Scandinavian Society for Prehistoric Art. Deze vereniging voor prehistorische kunst in Scandinavië is een onafhankelijke vereniging die door middel van tekst en beeld de prehistorische kunst van Scandinavië wil documenteren en mogelijkheden wil geven deze afbeeldingen te onderzoeken. De vereniging heeft internationale afdelingen en een bestuur dat samengesteld is uit vertegenwoordigers uit Denemarken, Zweden en Noorwegen. De vereniging geeft jaarlijks het tijdschrift ADORANTEN uit.